# Creature with the Atom Brain
Creature with the Atom Brain waren eine 2004 von Aldo Struyf gegründete Band aus Antwerpen, die sich der Alternative-Rock-Szene zurechnen lässt.

## Geschichte
2004 gründete Aldo Struyf – seines Zeichens Keyboarder bei Millionaire – die Band als Nebenprojekt und veröffentlichte in den beiden folgenden Jahren zwei EPs, auf denen er einen Großteil der Instrumente selbst spielte.
2007 haben Creature with the Atom Brain – mittlerweile mit fester Besetzung – ihr erstes Studioalbum eingespielt und haben als Vorband für größere Acts wie Queens of the Stone Age gespielt.
Häufig wiederkehrender Gast ist der amerikanische Sänger Mark Lanegan, der bereits öfter mit Struyf zusammengearbeitet hatte und bis dato auf allen drei Studioalben als Gast zu hören ist. Weiterhin waren Creature with the Atom Brain auf seiner Welttour 2012 als Vorband engagiert, auf der Struyf und der neue Schlagzeuger De Gheest ebenfalls in dessen Band gespielt haben.
2015 wurde bekanntgegeben, die Band mit der kommenden Veröffentlichung aufzulösen. Night of the Hunter ist eine Rückkehr in die Anfangszeit, da Struyf das Album nahezu allein komponierte und einspielte, jedoch nicht ohne einige bekannte Gäste wie Mark Lanegan.

## Diskografie

### Studioalben
- 2007: I Am the Golden Gate Bridge
- 2009: Transylvania
- 2012: The Birds Fly Low
- 2015: Night of the Hunter

### EPs
- 2005: The Snake
- 2006: Kill the Snake